# Onychiurus groenlandicus
Onychiurus groenlandicus är en urinsektsart som först beskrevs av Tycho Fredrik Hugo Tullberg 1876.  Onychiurus groenlandicus ingår i släktet Onychiurus och familjen blekhoppstjärtar. Inga underarter finns listade i Catalogue of Life.